# Chris DiDomenico
Christopher DiDomenico (Woodbridge, 20 febbraio 1989) è un hockeista su ghiaccio canadese, milita come attaccante nell'HC Ambrì-Piotta, squadra della National League.

## Carriera

### Club
Nel 2006 Chris DiDomenico esordì nella Quebec Major Junior Hockey League con i Saint John Sea Dogs. La sua prima stagione si concluse con 75 punti ottenuti in 70 partite di stagione regolare, e gli valsero l'elezione nell'All-Rookie Team della lega. Nella stagione successiva, dopo essere stato scelto dai Toronto Maple Leafs, DiDomenico si migliorò ancora arrivando a concludere la stagione 2007-08 con 95 punti, frutto di 39 reti e 56 assist. Nel 2009, il giorno dopo la vittoria del titolo mondiale U20, nel quale giocò in linea con John Tavares e Jordan Eberle, fu scambiato con i Drummondville Voltiguers, squadra con cui concluse la stagione regolare e vinse i playoff, con 60 punti in 40 gare disputate.
Nell'estate del 2010 i diritti del giocatore passarono dai Maple Leafs ai Chicago Blackhawks, i quali decisero di far esordire DiDomenico nella formazione affiliata in American Hockey League dei Rockford IceHogs. Nelle due stagioni successive alternò presenze in AHL ed in ECHL con la formazione dei Toledo Walleye, disputando 128 incontri con 59 punti nelle leghe professionistiche nordamericane.
Un infortunio al femore compromise in parte l'ascesa del giocatore in NHL, così, nell'agosto del 2012 si trasferì in Europa dove fu ingaggiato con un contratto annuale dalla squadra italiana dell'Asiago. Dopo un ottimo debutto, dovette saltare parte della stagione regolare (quasi tutte le partite del mese di novembre) a causa di una frattura pluriframmentaria del metacarpo della mano destra occorsa durante una partita di campionato giocata contro l'Alleghe. Nel corso dei playoff DiDomenico riuscì a mantenere una media di quasi tre punti a gara, guidando l'Asiago insieme ai compagni di linea Layne Ulmer e Sean Bentivoglio fino alla conquista del titolo. Il 2 settembre, nonostante voci che lo legavano a squadre elvetiche e finlandesi, fu ufficializzato il suo rinnovo per la stagione 2013-14 con i Campioni d'Italia.
Attirato dalle sirene del mercato, nel febbraio del 2014 venne messo fuori rosa dall'Asiago e a metà mese si trasferì così nella Lega Nazionale B svizzera, andando a vestire la maglia degli SCL Tigers. Nel mese di marzo il suo contratto fu prolungato fino al termine della stagione 2014-15 con un'opzione per la stagione successiva. Alla fine DiDomenico rimase a Langnau im Emmental fino a fine febbraio 2017, quando sottoscrisse un contratto fino al termine della stagione 2017-2018 con gli Ottawa Senators, con cui fece il suo esordio in NHL già nell'ultimo scorcio della prima stagione, durante la quale raccolse tre presenze.
Per la stagione 2017-2018, DiDomenico venne girato al team satellite dei Senators in American Hockey League, i Belleville Senators. A novembre tuttavia passò ai Tampa Bay Lightning, che lo girarono ai Syracuse Crunch per testarne le condizioni fisiche. L'esperienza durò tuttavia pochi giorni: il successivo 2 dicembre, venne richiamato dagli Ottawa Senators. Si alternò fra Ottawa Senators e Belleville Senators fino al febbraio 2018, quando passò, in cambio di Ville Pokka, ai Chicago Blackhawks, che lo assegnarono al farm team dei Rockford IceHogs.

### Nazionale
Nella stagione 2008-09 fu chiamato nella selezione canadese Under-20 in occasione dei mondiali di categoria giocati ad Ottawa. DiDomenico, che era compagno di linea di John Tavares e di Jordan Eberle, fu autore di 2 reti e di 5 assist in 6 partite, e conquistò la medaglia d'oro.
Con il Team Canada ha preso parte a tre edizioni della Coppa Spengler (2014, 2015 e 2016).

## Palmarès

### Club
- Quebec Major Junior Hockey League: 1

Drummondville: 2008-2009
- Campionato italiano: 1

Asiago: 2012-2013
- Supercoppa italiana: 1

Asiago: 2013
- Lega Nazionale B

Langnau: 2014-2015
- Coppa Spengler: 3

Team Canada: 2015, 2016, 2019

### Nazionale
- Campionato mondiale di hockey su ghiaccio Under-20: 1

Canada 2009

### Individuale
- QMJHL All-Rookie Team: 1

2006-2007
- Maggior numero di assist nei playoff della QMJHL: 1

2006-2007
- Miglior attaccante della Continental Cup: 1

2013-2014
- Maggior numero di assist della Elite.A: 1

2013-2014 (48 assist)
- Maggior numero di reti della NLB: 1

2014-2015 (25 reti)
- Maggior numero di assist nei playoff della NLB: 1

2014-2015 (21 assist)
- Capocannoniere nei playoff della NLB: 1

2014-2015 (25 reti)
- NLB Most Penalized Player: 1

2014-2015 (75 minuti)
- Maggior numero di assist della NL: 1

2018-2019 (36 assist)
- NL Most Penalized Player: 1

2018-2019 (134 minuti)
- NL Media All-Star Team: 1

2021-2022